# Semën Afanas'evič Vengerov

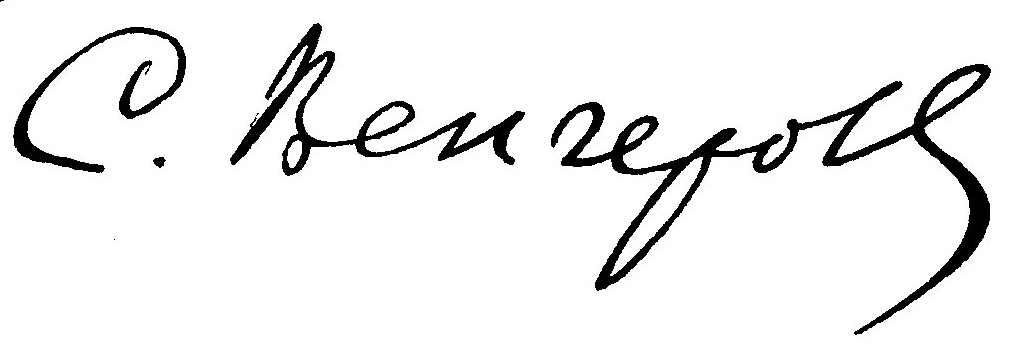
Firma di Semën Afanas'evič Vengerov

Semën Afanas'evič Vengerov (in russo Семён Афанасьевич Венгеров?; Lubny, 17 aprile 1855 – Pietrogrado, 14 settembre 1920) è stato un critico letterario e bibliografo russo, professore di Letteratura russa all'università di Pietroburgo, ricordato soprattutto il "Dizionario critico-biografico degli scrittori e degli scienziati russi".

## Biografia
Semën Vengerov nacque a Lubny, all'epoca cittadina dell'Impero russo e attualmente in Ucraina, in una famiglia ebrea; Semën tuttavia si convertì in età giovanile al Cristianesimo ortodosso. Ebbe quattro sorelle e due fratelli, tra cui la critica letteraria Zinaida Vengerova e la pianista Isabelle Vengerova. Si laureò in giurisprudenza (1878) e filologia (1880) all'Università di San Pietroburgo. Insegnò letteratura russa all'università di San Pietroburgo dal 1897 al 1899 e, dopo un'interruzione, nuovamente dopo il 1906. Rappresentante del populismo russo, Vengerov fu il principale studioso, nella seconda metà del XIX secolo,  del valore sociale e morale della letteratura russa. Šklovskij, che fu studente di filologia a San Pietroburgo, allora Pietrogrado, lo giudicava «tra i più stimati, nella nostra facoltà», ma ne ricordava anche l'attitudine alla raccolta e all'archiviazione di qualsiasi documento («Ricordo che agli studenti che si iscrivevano ai suoi corsi dava una sorta di formulario da compilare. Dovevamo spiegare i motivi per cui avevamo scelto quella facoltà. [...] Dopo tanti decenni mi è capitato di rivedere quel foglio di carta: Vengerov, che era accuratissimo e schedava tutto, lo aveva messo in archivio»). Ettore Lo Gatto definì "immensa" l'attività di Vengerov sia come critico e storico della letteratura, sia come organizzatore di pubblicazioni collettive, sia come raccoglitore di materiali bibliografici o biografici. Vengerov ebbe una grande influenza anche su Jurij Tynjanov, teorico del formalismo e autore di racconti e romanzi storici; Tynjanov frequentò all'università di Pietroburgo i seminari dedicati da Vengerov a Puškin negli anni precedenti la prima guerra mondiale, acquisendo un metodo basato su un ampio studio dei documenti da esaminare e selezionare con discernimento, fissando in particolare l'attenzione sui documenti più comuni, quotidiani, apparentemente secondari, ma capaci di illuminare con particolari più vivi e concreti un personaggio o una situazione.

## Opere
Si ricordano qui, fra i numerosissimi lavori, solo tre grandi opere, rimaste comunque tutte e tre incomplete:
- Dizionario critico biografico degli scrittori e scienziati russi (in russo Критико-биографический словарь русских писателей и ученых?, Kritiko-biografičeskij slovar' russkih pisatelej i učenyh), pubblicati solo 6 volumi, 1889-1894
- Fonti del Dizionario (in russo Источники словаря русских писателей?, Istočniki slovarâ russkih pisatelej), voll. 4, 1900-1917
- Libri russi (in russo Русские книги?, Russkie knigi), voll. 3, 1896-1898